# Троицкое (Гаринский муниципальный округ)
Тро́ицкое (Воргинское) — деревня (ранее село) в Гаринском городском округе Свердловской области России.

## Географическое положение
Деревня Троицкое муниципального образования «Гаринский городской округ» расположена в лесной местности на берегу озера Русское, в 9 километрах от правого берега реки Тавда, в 36 километрах (по автодороге — в 47 километрах) к востоку от районного центра посёлка Гари, в 137 км к северо-западу от села Таборы и в 324 км к северо-востоку от Екатеринбурга.

## История
Основана в XVIII веке. В XIX — начале XX века административно-территориально принадлежала к Пелымской волости Туринского уезда Тобольской губернии. В советское время стала административным центром Троицкого сельсовета Гаринского района. 12 ноября 1979 года решением Свердловского облисполкома Троицкий сельсовет был упразднён. Село Троицкое и территория Троицкого сельсовета были переданы в административно-территориальное подчинение Гаринского поселкового совета.

## Свято-Троицкая церковь
В 1859 году была построена деревянная, однопрестольная церковь, которая была освящена в честь Святой Живоначальной Троицы. Церковь была закрыта в 1930-е годы, и в советские годы в здании размещался клуб.

## Население
| 2002 | 2010 |
| ---- | ---- |
| 0    | ↗2   |